# Sphenomorphus nigrolabris
Sphenomorphus nigrolabris — вид сцинкоподібних ящірок родини сцинкових (Scincidae). Ендемік Індонезії.

## Поширення і екологія
Sphenomorphus nigrolabris на півночі, заході і в центрі Сулавесі та на сусідніх островах. Вони живуть у вологих тропічних лісах.

## Збереження
МСОП класифікує стан збереження цього виду як близький до загрозливого. Sphenomorphus nigrolabris загрожує знищення природного середовища.